# Schloss Arcis-sur-Aube

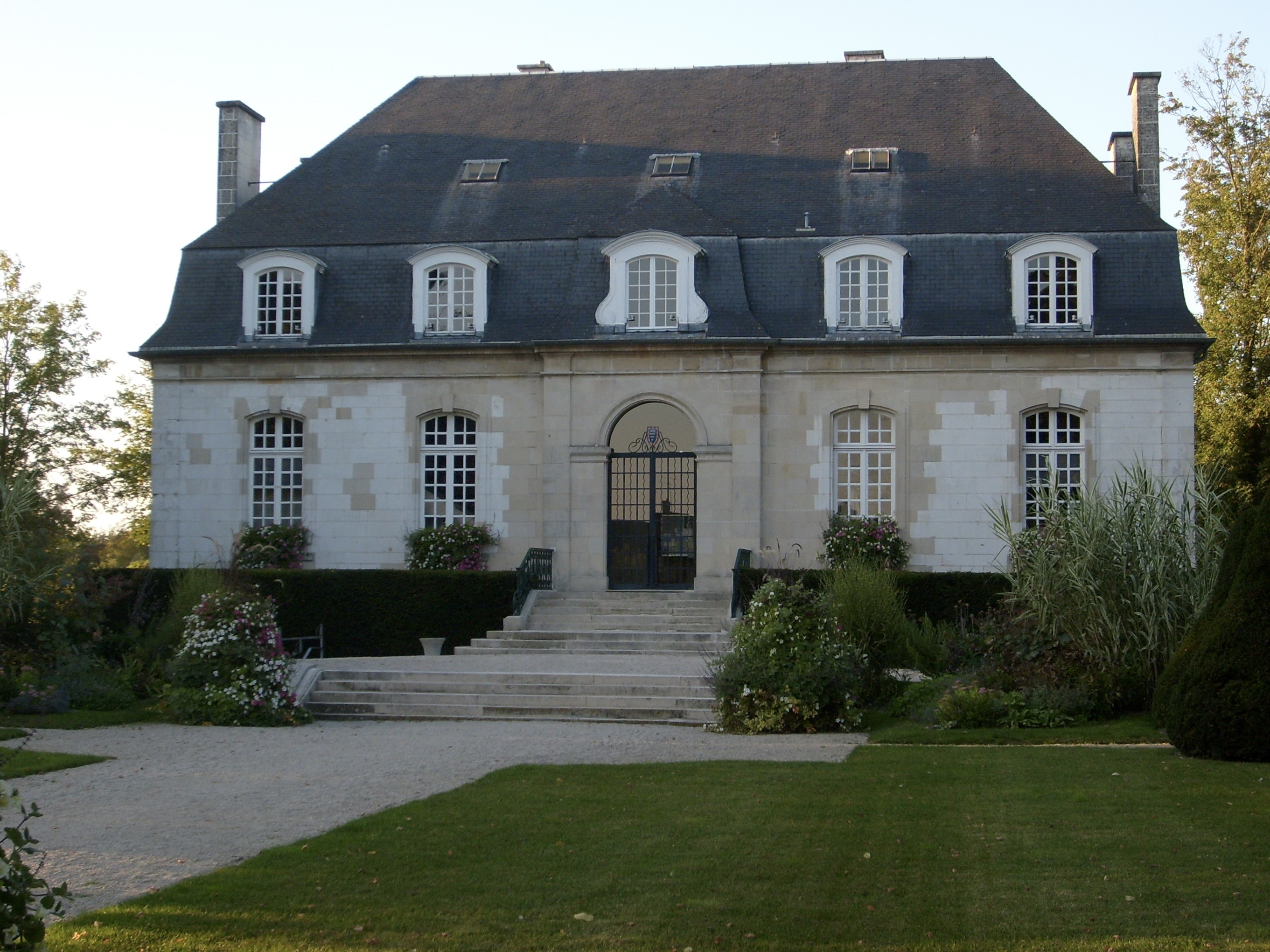
Schloss in Arcis-sur-Aube

Das Schloss in Arcis-sur-Aube, einer französischen Gemeinde im Département Aube in der Region Grand Est, wurde in der ersten Hälfte des 18. Jahrhunderts errichtet. Das Schloss am Place des Héros ist seit 1983 als Monument historique klassifiziert. Das Schlossgebäude wird heute als Hôtel de Ville genutzt.

## Architektur
Das eingeschossige Gebäude mit Mansarddach besitzt fünf zu zwei Achsen. Das mittige Portal ist über eine doppelte Treppenanlage zu erreichen. Das heutige Büro des Bürgermeisters und der Trausaal im Erdgeschoss sind reich mit Stuck geschmückt.